# Leonard Peterson
Carl Johan Leonard (Leonard) Peterson (Stockholm, 30 oktober 1885 - Stockholm, 15 april 1956) was een Zweeds turner.
Peterson won in 1908 met het Zweedse team de gouden medaille in de landenwedstrijd meerkamp.

## Olympische Zomerspelen
| Jaar | Plaats | Resultaten |
| ---- | ------ | ---------- |
| 1908 | Londen | team       |